# Rendez-vous à Bray
Pour plus de détails, voir Fiche technique et Distribution.
Rendez-vous à Bray est un film franco-belge réalisé par André Delvaux, sorti en 1971, inspiré de la nouvelle Le Roi Cophetua de Julien Gracq.

## Synopsis
Alors que grondent au loin les canonnades de la Première Guerre mondiale, Julien, un pianiste luxembourgeois, est invité par Jacques, son ami, dans une villa à Bray. Jacques n'est pas là, mais Julien est accueilli par une jeune femme qui l'attend.
La rencontre entre Jacques et Julien n'aura finalement jamais lieu. Le lendemain, Julien lit dans le journal que l'escadron de Jacques a été retenu pour cause de mauvais temps. Est-ce la réalité, ou est-ce que Jacques est mort, et que l'article est une censure camouflant une version plus grave des faits ? Le spectateur peut légitimement se poser la question, d'autant que la censure imposée aux journaux est discutée au début du film entre Julien et un passager de son train. Peut-être aussi que c'est Jacques lui-même qui a décidé de ne pas venir au rendez-vous, afin de laisser Julien seul avec la mystérieuse servante ? Ces questions ne trouveront de réponse que dans l'imagination du spectateur.

## Fiche technique
- Réalisation : André Delvaux
- Scénario : André Delvaux, d'après la nouvelle de Julien Gracq : Le Roi Cophetua (recueil La Presqu'île)
- Photo : Ghislain Cloquet
- Décors : Claude Pignot
- Musique : Johannes Brahms, César Franck, Frédéric Devreese
- Montage : Nicole Berckmans
- Genre : drame psychologique
- Durée : 90 minutes
- Sortie : juin 1971 (Berlinale)
- Affiche : René Ferracci (France)

## Distribution
- Anna Karina : Elle, la servante
- Bulle Ogier : Odile
- Mathieu Carrière : Julien Eschenbach
- Roger Van Hool : Jacques Nueil
- Martine Sarcey : Mme Hausmann
- Pierre Vernier : M. Hausmann
- Boby Lapointe : l'aubergiste
- Luce Garcia-Ville : Mme Nueil
- Jean Bouise : le rédacteur en chef
- Nella Bielski : la femme du train
- Jean Aron : le projectionniste

## Distinctions
- Prix Louis-Delluc 1971